# Xã Yorktown, Quận Henry, Illinois
Xã Yorktown (tiếng Anh: Yorktown Township) là một xã thuộc quận Henry, tiểu bang Illinois, Hoa Kỳ. Năm 2010, dân số của xã này là 431 người.